# Heliophorus nexus
Heliophorus nexus är en fjärilsart som beskrevs av John Nevill Eliot. Heliophorus nexus ingår i släktet Heliophorus och familjen juvelvingar. Inga underarter finns listade i Catalogue of Life.